# Primeira-dama del Brasile
Il titolo Primeira-dama do Brasil, alla lettera "prima donna" o "first lady" del Brasile, sono dei titoli onorifici che vengono riservate delle mogli dei Presidenti del Brasile.

## Ruolo
La Primeira-dama do Brasil è la padrona di casa del Palácio da Alvorada. Questo ruolo è tradizionalmente assunto dalla moglie del presidente del Brasile in carica.

## Elenco
Di seguito la lista delle first ladies brasiliane:
| N°  | Immagine | Nome Cognome                       | Carica temporale                   | Presidente                         |
| --- | -------- | ---------------------------------- | ---------------------------------- | ---------------------------------- |
| 1°  |          | Mariana da Fonseca                 | 1889 - 1891                        | Manuel Deodoro da Fonseca          |
| 2°  |          | Josina Peixoto                     | 1891 - 1894                        | Floriano Vieira Peixoto            |
| 3°  |          | Adelaide de Morais Barros          | 1894 - 1898                        | Prudente de Morais                 |
| 4°  |          | Ana Gabriela de Campos Sales       | 1898 - 1902                        | Manuel Ferraz de Campos Sales      |
| 5°  |          | Catita Alves                       | 1902 - 1906                        | Francisco de Paula Rodrigues Alves |
| 6°  |          | Maria Guilhermina de Oliveira Pena | 1906 - 1909                        | Afonso Augusto Moreira Pena        |
| 7°  |          | Anita Peçanha                      | 1909 - 1910                        | Nilo Peçanha                       |
| 8°  |          | Orsina da Fonseca                  | 1910 - 1912                        | Hermes Rodrigues da Fonseca        |
| 9°  |          | Nair de Tefé                       | 1912 - 1914                        | Venceslau Brás                     |
| 10° |          | Maria Pereira Gomes                | 1914 - 1918                        |                                    |
| 11° |          | Francisca de Abreu Ribeiro         | 1918 - 1919                        | Delfim Moreira                     |
| 12° |          | Maria da Conceição de Manso Saião  | 1919 - 1922                        | Epitácio Pessoa                    |
| 13° |          | Clélia Bernardes                   | 1922 - 1926                        | Artur Bernardes                    |
| 14° |          | Sofia Pais de Barros               | 1926 - 1930                        | Washington Luís Pereira de Sousa   |
| 15° |          | Darci Vargas                       | 1930 - 1945                        | Getúlio Vargas                     |
| 16° |          | Luzia Linhares                     | 1945 - 1946                        | José Linhares                      |
| 17° |          | Carmela Dutra                      | 1946 - 1947                        | Eurico Gaspar Dutra                |
| 18° |          | Darci Vargas                       | 1951 - 1954                        | Getúlio Vargas                     |
| 19° |          | Jandira Café                       | 1954 - 1955                        | João Café Filho                    |
| 20° |          | Graciema da Luz                    | 8 novembre 1955 - 11 novembre 1955 | Carlos Luz                         |
| 21° |          | Beatriz Ramos                      | 1955 - 1956                        | Nereu de Oliveira Ramos            |
| 22° |          | Sarah Kubitschek                   | 1956 - 1961                        | Juscelino Kubitschek de Oliveira   |
| 23° |          | Eloá Quadros                       | 31 gennaio 1961 - 25 agosto 1961   | Jânio Quadros                      |
| 24° |          | Sílvia Mazzilli                    | 25 agosto 1961 - 7 settembre 1961  | Pascoal Ranieri Mazzilli           |
| 25° |          | Maria Thereza Goulart              | 1961 - 1964                        | João Goulart                       |
| 26° |          | Sílvia Mazzilli                    | 2 aprile 1964 - 15 aprile 1964     | Pascoal Ranieri Mazzilli           |
| 27° |          | Antonieta Castelo Branco           | 1964 - 1967                        | Humberto de Alencar Castelo Branco |
| 28° |          | Iolanda Barbosa                    | 1967 - 1969                        | Artur da Costa e Silva             |
| 29° |          | Scila Médici                       | 1969 - 1974                        | Emílio Garrastazu Médici           |
| 30° |          | Lucy Geisel                        | 1974 - 1979                        | Ernesto Geisel                     |
| 31° |          | Dulce Figueiredo                   | 1979 - 1985                        | João Figueiredo                    |
| 32° |          | Marly Sarney                       | 1985 - 1990                        | José Sarney                        |
| 33° |          | Rosane Malta                       | 1990 - 1992                        | Fernando Collor de Mello           |
| 34° |          | Ruth Cardoso                       | 1995 - 2003                        | Fernando Henrique Cardoso          |
| 35° |          | Marisa Letícia Lula da Silva       | 2003 - 2011                        | Luiz Inácio Lula da Silva          |
| 36° |          | Marcela Temer                      | 2016 - 2018                        | Michel Temer                       |
| 37° |          | Michelle Bolsonaro                 | 2019 - 2022                        | Jair Bolsonaro                     |
| 38° |          | Janja Lula da Silva                | 2023 - in carica                   | Luiz Inácio Lula da Silva          |